# 矢野克己
矢野 克巳（やの かつみ、1928年 - ）は、日本の構造家。大阪府堺市生まれ。日建設計東京に所属し活躍した。矢野建築コンサルタンツ代表。NPO法人耐震総合安全機構の会長・理事。国土交通省建築技術審査委員会委員、繊維補修補強協会元副会長、日本建築構造技術者協会会長、建築耐震設計者連合会長、世界構造技術者会議（SEWC）副会長ほか、多くの役職を務める。
1953年日建設計工務（当時）入社。1985年に日建設計専務取締役、東京本社代表。1999年退職。矢野建築コンサルタンツを設立。
船橋市中央卸売市場吊屋根構法で1967年日本建築学会業績賞、ポーラ化粧品五反田ビルで1971年、日本建築学会賞受賞。その他の受賞歴は、第2回JSCA賞など。
著書に『マンションは地震に弱い』（ 耐震総合安全機構耐震総合安全性指針作成委員会他、2006）『地震に強いマンションにする55の方法 マンション地震防災マニュアル』『建築構造計算実例集』（鉄骨構造編1988）（保有水平耐力編、1998）『建築家のための耐震設計教本』（日本建築家協会都市災害特別委員会他、1997）『新建築学大系 25 構造計画』など。